# دره کرته
دره کرته، روستایی از توابع بخش مرکزی شهرستان ایذه در استان خوزستان ایران می باشد.

## جمعیت
این روستا در دهستان هلایجان قرار دارد و براساس سرشماری مرکز آمار ایران در سال ۱۳۸۵، جمعیت آن ۸۴ نفر (۱۸خانوار) بوده‌است.